# Colle
Pour les articles homonymes, voir colle (homonymie) et Glu (homonymie).

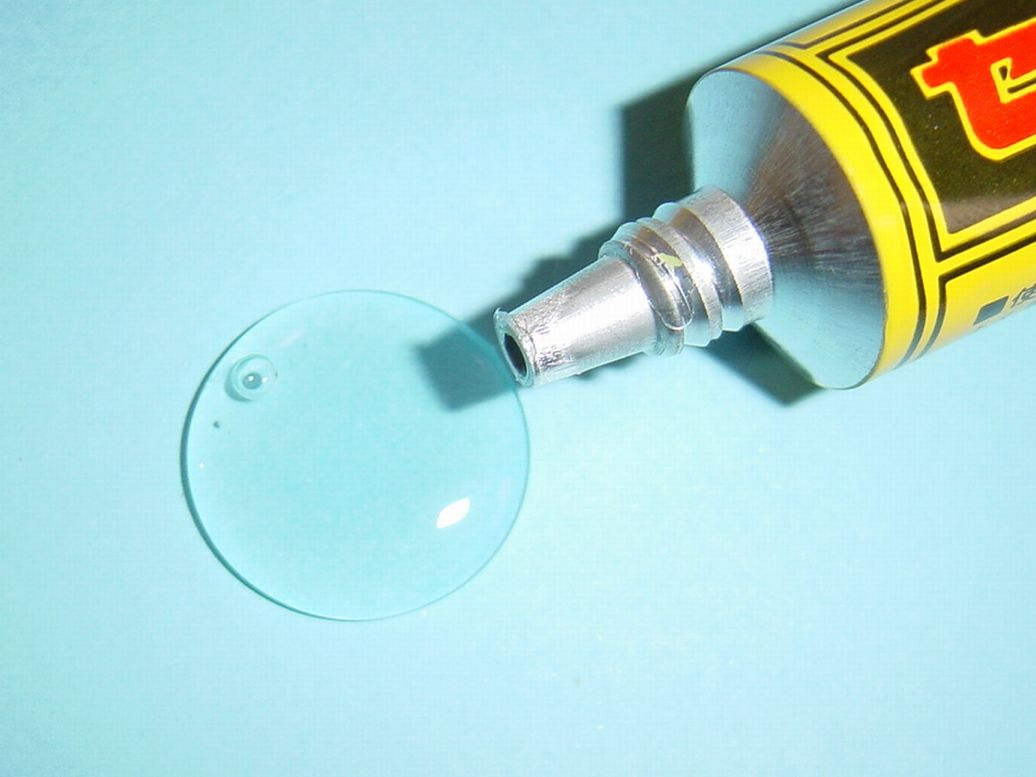
Un tube de colle et son liquide gélatineux.

Une colle, est un produit de consistance liquide, gélatineuse ou pâteuse servant à lier des pièces entre elles par contact. Ces pièces peuvent être de même nature ou de natures différentes.
On a l'habitude de distinguer le collage de positionnement, qui ne nécessite pas de résistance particulière, et le collage structural, qui permet de réaliser des assemblages susceptibles de transmettre des efforts importants.

## Historique

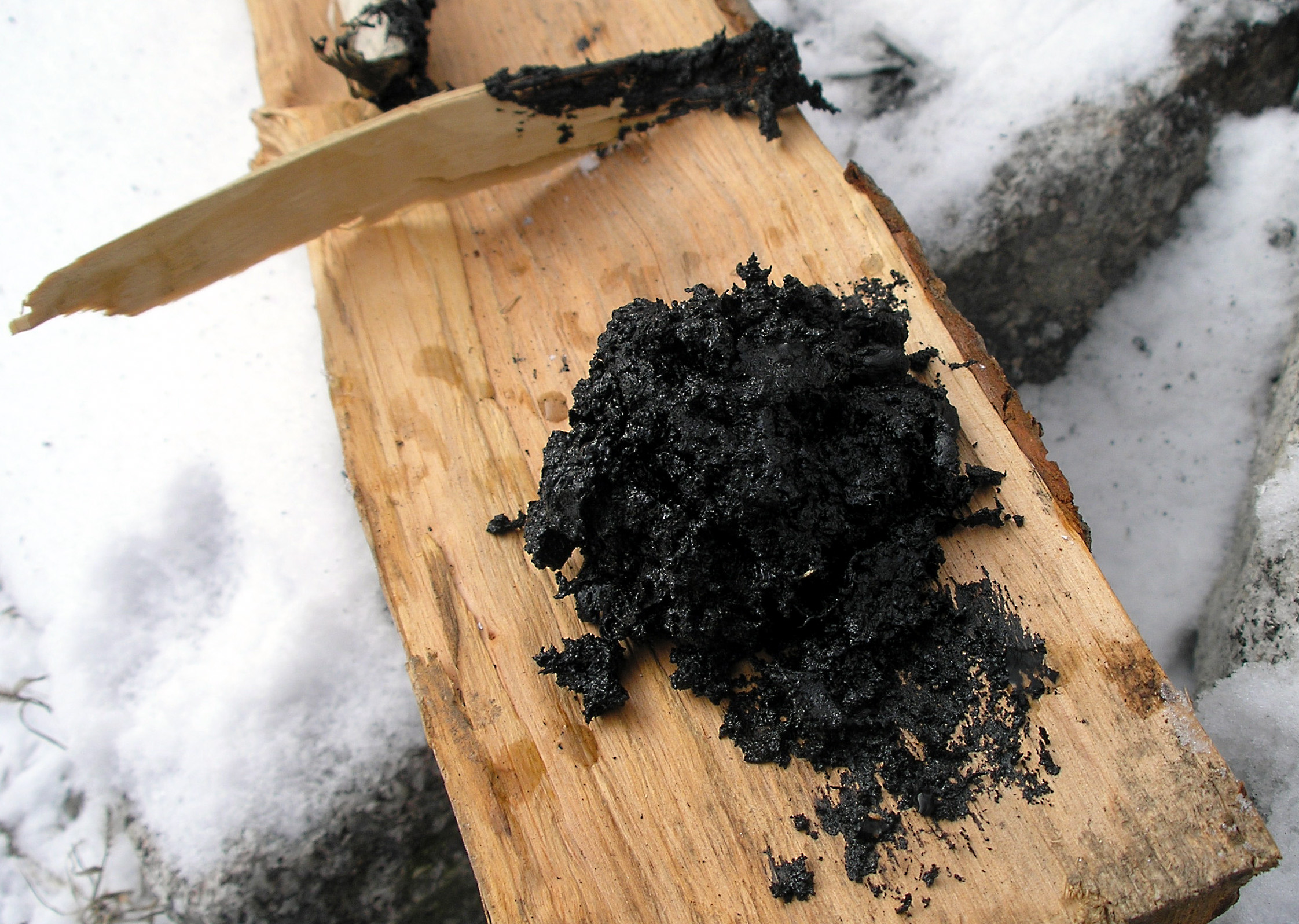
Brai végétal.

Le brai végétal est la plus ancienne colle utilisée par l'humanité. Il a été extrait de l'écorce de bouleau depuis au moins 200 000 ans, et jusqu'à la fin de la Préhistoire. Les hommes de Néandertal fabriquent une sorte de colle végétale pour emmancher leurs outils (têtes de hache, de lance). Ce « goudron » obtenu à partir d’écorce de bouleau peut être obtenu par plusieurs méthodes sans qu'il soit nécessaire d'utiliser de pots en céramique ou de contrôler précisément la température.
Dans l'Égypte antique, les ébénistes fixaient les pièces de bois avec des colles fabriquées à base de déchets de boucherie bouillis (sabots, cornes, os, peaux, tendons, etc.) : on parle de colle d'os. La colle de peau est employée au XIXe siècle, elle se tire par ébullition de diverses peaux, telles que de la peau de mouton préparée pour les gants, de la peau de veau non préparée et que l'on nomme brochette, du cuir de lapin, du parchemin, etc..
De nombreux peuples nomades des steppes de l'Asie centrale utilisaient des arcs composites faits de corne et de bois collés à la colle animale. Ces arcs ont contribué au succès militaire des Scythes, des Parthes, des Huns, des Mongols, entre autres.
Aujourd'hui, les colles naturelles sont la colle de poisson, la colle de peau (utilisées en peinture et en ébénisterie) et la colle d'amidon (utilisée pour les collages de papier) ; on y ajoute parfois des huiles (comme l'huile de lin ou l'huile d'amande amère) afin d'éviter les risques de moisissure.

## Les colles dans le monde contemporain
Les colles synthétiques d'aujourd'hui permettent parfois des assemblages plus solides que les méthodes classiques comme les rivets ou les écrous. Citons la résine époxyde, utilisée dans des matériaux composites, le mastic polyuréthane (souvent appelé Sikaflex ou Sika, du nom d'une marque le commercialisant) ou encore la simple colle à bois (colle vinylique) dont les menuisiers disent que le bois casse avant le plan de collage.
La maitrise du collage a permis des procédés de fabrication nouveaux, impensables autrefois, comme le bois lamellé-collé, contreplaqué ou aggloméré. Cela a entraîné de grandes économies de temps et d'argent, et autorisé l'émergence de technologies nouvelles.

## Composition

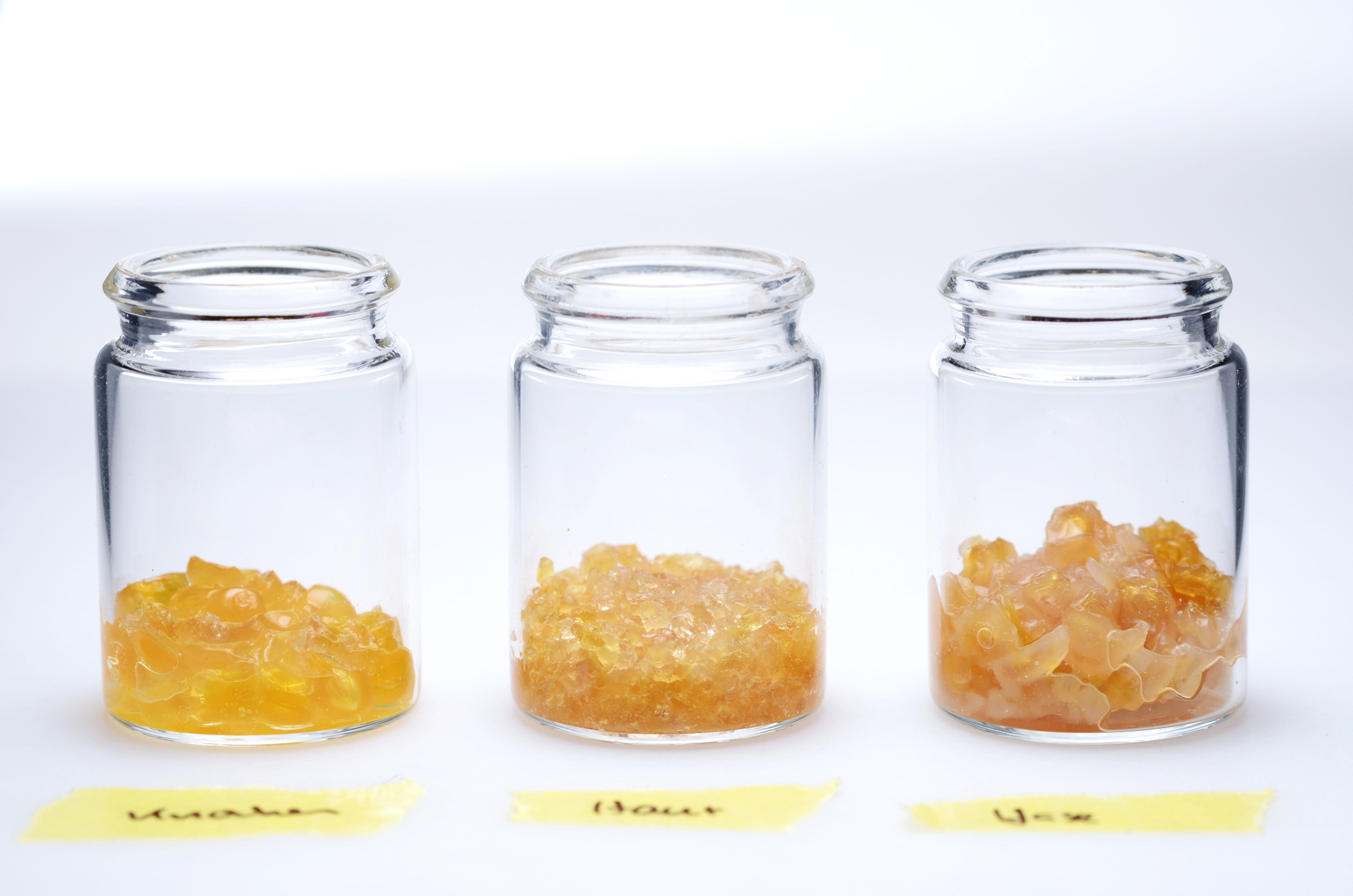
De gauche à droite : colle d'os, colle de peau, colle de peau de lapin.

- Colles d’origine végétale : à base de gui, de sève de résineux, d'écorce de houx, d'huile de lin cuite, d'amidon (à la base des colles blanches utilisées par des enfants, sans danger, lavables et comestibles).
- Colles d’origine animale : obtenues par cuisson de matières riches en collagène : colle de peau de lapin, colle d’os, colle de nerf, colle de tendons, colle de poisson, etc. Un ébéniste pourra mélanger diverses colles pour obtenir un produit sur mesure. Ce sont des colles réversibles (décollage possible dans certaines conditions sans dégradation des matériaux).
- Colles de synthèse : ce sont les colles modernes : colle vinylique (colle blanche), acrylique, aliphatique, cyanoacrylate, polyuréthane, époxyde, néoprène, colle thermofusible (ou hot melt), silicone, etc.

## Temps d'utilisation
Le mode d'emploi d'une colle contient souvent des termes techniques dont il faut tenir compte ; ils précisent, entre autres, les délais dont on dispose pour travailler :
- accostage : opération qui consiste à approcher et mettre en place les pièces à assembler dans leurs positions définitives ;
- temps d'assemblage ouvert (TAO) : période comprise entre l'ouverture du pot, l'assemblage des deux pièces et le début de la prise de la colle ;
- temps de gommage : période pendant laquelle la colle étalée s'épaissit et augmente son pouvoir d'adhérence. Les pièces à coller ne doivent pas être mises en contact ;
- temps de travail : période idéale pour effectuer l'assemblage. Passé ce laps de temps, le collage risque d'être défectueux ;
- tack (ou pégosité[4]) : pouvoir d'adhérence immédiat de la colle à l'instant où les deux pièces entrent en contact.

## Adéquation de la colle au support
Il est important de bien choisir la colle en fonction du matériau à coller. Les solvants contenus dans celle-là peuvent par exemple attaquer celui-ci ; certaines matières plastiques sont en revanche pratiquement impossibles à coller, ce qui les rend irréparables. Certains milieux peuvent s'avérer hostiles : humidité, ultra-violets, hydrocarbures, températures élevées, entre autres, peuvent endommager la liaison et provoquer sa rupture ; assez pour entraîner de véritables catastrophes. Pour aider au choix de la colle, on peut procéder à des essais en laboratoire. On peut citer les essais de pelage, traction, cisaillement, fatigue, ou encore l'« adhésion par technologie de test centrifuge » (CATT) dont le principe est d'appliquer une force centrifuge croissante sur de petits assemblages collés avec différents matériaux ou adhésifs jusqu'à atteindre le décollement (rupture) des matériaux ou de la colle. L'avantage principal est de faire des essais en batterie en utilisant peu de colle et en testant toutes sortes d'assemblage.

## Polymérisation des colles
Les colles polymérisent (parfois après ajout d'un catalyseur). Lorsqu'une colle se polymérise cela signifie qu'elle sèche en surface (formation d'une peau en quelques minutes à dizaines de minutes). Dans certains cas, elle ne durcit jamais totalement, conservant l'aspect compact et élastique d'un caoutchouc (exemple : silicones). Les résines durcissent totalement.
La polymérisation sous vide (en expulsant les gaz de la résine) peut encore améliorer sa qualité.
Certains assemblages collés peuvent être renforcés par le chauffage des pièces sous presse. Cette technique pourrait notamment se développer pour le collage du bois dans l'architecture.

## Usages

### Collage industriel
Le collage est une technique d'assemblage largement utilisée dans l'industrie automobile ou ferroviaire entre autres. Les pare-brise, moquette, joint, cache attelage sont des exemples de ce qui peut être collé. Il existe différents types de colles dans les industries : colle à bois… En moyenne il faut 80 kg de colles dans le montage d'une automobile et près de 700 kg dans le montage de certaines voitures ferroviaires.
Le collage est une technique fiable et reproductible pour peu que l'on soit rigoureux et attentionné. En effet, une simple modification de l'environnement, des produits de nettoyage, ou une pollution non maitrisée peut entrainer une catastrophe lors de l'assemblage.

### Autres usages
Certains types de colles ont été utilisés pour la conservation de la viande et pour la chasse.
De la colle contenue dans un sac plastique ou une bouteille, consommée par le nez, est parfois utilisée comme drogue. Les dommages sont des maux de tête, de gorge, des essoufflements, la perte de connaissance, la désinhibition induisant des prises de risques ainsi que la destruction irréversible de cellules nerveuses (cerveau, yeux).
Dans la seconde moitié du XXe siècle, les écoliers reniflaient ou mangeaient la colle au parfum d'amande Cléopâtre.

## Principes généraux
Les colles sont très étudiées en raison de leur importance économique et de leur intérêt scientifique, mais leur fonctionnement reste mal connu. Le collage fait intervenir plusieurs phénomènes.
Le premier est le mouillage : la colle doit se répartir en un film mince sur les surfaces à coller. Certaines colles mouillent fortement et s'infiltrent dans la moindre fissure par capillarité, d'autres ont besoin d'être pressées pour occuper les interstices entre les deux surfaces à joindre. Plus l’adhésif occupe une surface importante sur le matériau, plus le collage sera résistant. Les poussières et l'eau peuvent gêner le mouillage (et interférer avec l'adhésion), d'où l'importance que les surfaces à coller soient propres et sèches.
Le second est la cohésion au sein de la colle : la colle, initialement fluide, doit constituer un joint solide. Très souvent, cela passe par une polymérisation. Pour les colles thermofusibles, il y a simplement retour à leur état initial solide une fois refroidies. Les colles peuvent coller mieux avec les surfaces à coller qu'avec elle-même, de sorte qu'une couche épaisse de colle est en fait une faiblesse, ce qui explique que des modes d'emploi indiquent d'utiliser le moins de colle possible. 
Le dernier, plus complexe encore, est l'adhésion entre la colle et chaque surface à coller. Plusieurs modèles ont été imaginés pour l'expliquer ; selon le type d’adhésif et la nature de la surface (sa nature chimique, et nature physique : rugosité), c'est l'un ou l'autre de ces modèles, ou une combinaison de plusieurs, qu'il faut invoquer pour expliquer l'adhésion. Les différents mécanismes proposés peuvent être synergiques, coexistant et se renforçant les uns les autres, ce qui complique l'analyse. Les principales théories sur l’adhésion dans le cas peuvent être regroupées en deux catégories : l’adhésion physico-chimique et l’adhésion mécanique.
L’adhésion physico-chimique regroupe la création de liaisons covalentes, électrostatiques et de van der Waals entre l’adhésif et le matériau.
L’adhésion mécanique s’intéresse aux surfaces de contact. Par exemple, selon la théorie de l’ancrage mécanique, l'adhésif fonctionne comme un microscopique crochet (comme pour le velcro) et requiert que le matériau soit suffisamment rugueux (mais pas trop, sinon il pourrait se former des bulles d’air où la colle ne pénètre et donc n'agit pas). Avec des couches de colle suffisamment mince et une colle constituée de macromolécules suffisamment longues, ces dernière pourraient s'ancrer sur les deux surfaces à coller et les amarrer l'une à l'autre. 
Un autre mécanisme possible est la diffusion : la colle peut agir en s'infiltrant au sein de la matière à coller, et en attirant en son sein une partie de cette matière, formant une couche comparable à une soudure qui serait formée par voie chimique et non thermique.
| Adhésion physico-chimique | Adhésion mécanique |
| --- | --- |
| Création de liaisons entre l’adhésif et le matériau : - covalentes (centaine de kJ/mol) - électrostatiques (variable) - hydrogène (10 à 20 kJ/mol) - de van der Waals (< 10 kJ/mol) | - Ancrage mécanique (selon la rugosité du matériau) - Mouillage de l’adhésif sur le matériau (qui entraine une plus grande surface de contact) - Interdiffusion des polymères (dans le cas d’une colle polymère) |

On peut définir le collage comme le procédé permettant de maintenir de façon durable et solide deux substrats entre eux. La liaison entre ces deux supports est alors d’origine chimique, et non mécanique. La colle est déposée sur le ou les substrats, et suivant le process l’affichage s’effectue après une période définie et la réaction conduisant aux propriétés finales commence alors.
Mais pour obtenir de bonnes performances, la colle doit être compatible avec le support.
L'adhésion sur un solide fait ainsi intervenir deux notions principales :
- l'interaction liquide solide, qui caractérise l'adhésion ;
- le mouillage, qui caractérise l'étalement du liquide sur le solide.

La mouillabilité représente l'aptitude qu’a un liquide à occuper la plus grande surface possible lorsqu'on le dispose sur une surface solide.
Il est nécessaire d’appréhender le principe d’énergie de surface pour comprendre les mécanismes de collage.
L'énergie superficielle d'un liquide, aussi appelée tension superficielle, caractérise l'aptitude qu'a la surface d'un liquide à prendre la plus petite valeur possible dans un milieu donné. Elle caractérise également la cohésion d'un liquide puisqu'il faut vaincre les forces de cohésion interne de celui-ci pour accroître cette surface.
Mécaniquement, elle s'exprime comme une force s'opposant à un accroissement de surface.
L'équilibre des forces donne l'équation de Young[réf. nécessaire] :
Elv cos q + Esl = Esv
où Es, Esl, El représentent l'énergie de surface du solide, l'énergie interfaciale liquide solide et la tension superficielle du liquide.
Énergie superficielle critique : l'étalement du liquide n'est parfait que si l'angle de contact A est nul. Cette valeur correspond à une valeur critique de l'énergie superficielle du solide qui permet de prédire que si :
El < Ec alors A=0, le mouillage est bon ;
El > Ec alors A est positif, le mouillage est mauvais.
L’ensemble des forces qui s'établissent entre l'adhésif et la surface du solide peuvent être traduite comme suit :
- théorie mécanique : l'adhésion a longtemps été considérée comme étant un simple problème mécanique, la solidité du joint résultant de la pénétration de l'adhésif dans les aspérités de la surface solide. Ceci expliquerait une partie de l'adhésion ;
- théorie électrique : l'adhésion serait due à l'établissement d'une couche électrique aux interfaces, les forces étant de nature électrostatique. Cette théorie reste très controversée ;
- théorie chimique : elle interprète la liaison par la formation de liaisons covalentes entre deux corps en présence. Ceci n'a lieu que dans certains cas ;
- théorie de la diffusion : il y a inter-diffusion entre les deux surfaces en présence. Elle suppose la solubilité mutuelle des matériaux. Le collage du PVC en est un exemple ;
- théorie thermodynamique : elle indique l'établissement de liaisons faibles (forces de van der Waals) entre les surfaces. Ces forces s'exercent sur de faibles distances et existent dans tous les cas de figure.

Les forces de van der Waals résultent de la dissymétrie de répartition des charges positives et négatives, entrainant la formation de dipôles aussi bien dans le polymère que dans le substrat et s'unissant tête-bêche.
Ces différentes hypothèses montrent que les phénomènes d'adhésion ne sont pas encore bien élucidés.